# شخصیت
شخصیت (به انگلیسی: Personality) را می‌توان الگوهای معین و مشخصی از تفکر، هیجان و رفتار تعریف کرد که سبک شخصی فرد را در تعامل با محیط اجتماعی و مادی‌اش رقم می‌زنند. به عبارت دیگر شخصیت شامل ویژگی‌های نسبتاً باثبات و پایدار است که در توصیف آن‌ها از صفاتی همچون زودرنج، مضطرب، پُرحرف، درونگرا، برون‌گرا و غیره استفاده می‌شود.

## عوامل به وجود آورنده شخصیت
شخصیت ساختهٔ وراثت و محیط است. انسان با ویژگی‌های ژنتیکی خاصی به دنیا می‌آید، و از آن پس سر و کار او با محیط اطراف خود خواهد بود. محیط نقش مهمی در شکل‌دهی شخصیت بر پایه داده‌های ژنتیکی افراد دارد. نمونه‌های روشن برای تاًثیر محیط بر شخصیت، کودکانی هستند که به تصادف در جنگل‌ها یا در انزوا رشد کرده‌اند. برای مثال یک کشیش هندی به نام سینگ در جنگل‌های هندوستان دو دختر را یافت و آن‌ها را با خود به خانه برد. بر اساس گزارشِ سینگ این دو کودک در هنگام یافته شدن هیچ‌گونه از رفتارهای انسانی را نداشتند. چهار دست و پا راه می‌رفتند، زوزه می‌کشیدند، از اجتماع گریزان بودند، تحریک‌پذیری آن‌ها زیاد بود و روی هم رفته رفتار آن‌ها مانند محیط شان بود.
آنچه در دنیای امروز تأکید بیشتری بر روی آن می‌گردد این است که تأثیرپذیری انسان‌ها از محیط بسیار قوی تر از تأثیر ژنتیکی است.

### عوامل رفتار (نگاه تحلیلی جزئی نگر)
- ژنتیک
- ادم‌های اطراف در محیط و تربیت
- تجربه‌های کودکی و نوجوانی
- سبک زندگی
- جامعه – اجتماع
- تفاوت‌ها – ویژگی‌ها
- ارزش‌ها و باورها
- انگیزش
- استعداد و توانمندی
- هوش – مزاج
- بحران‌ها – زمان
- رشد
- ادراک – هوشیاری
- احساس – هیجان
- تحصیل

### شخصیت (نگاه تحلیلی کلی نگر)
شخصیت: شیوه‌ای ترکیبی از همه عوامل سابق.
شخصیت: نگاه تحلیلی کلی نگر: عوامل وقتی که ترکیب بشوند.
شخصیت:
- a. کارکرد: چرائی و چگونگی رفتار.
- b. ساختار: کدام از عوامل روی یک رفتار تأثیر دارد؟

شخصیت: رفتار را تبیین می‌کند (به وجود می‌آورد). و به عوامل به وجود آورنده رفتار اشاره می‌کند.

## مقایسه اثر محیط و ژنتیک بر شخصیت
درست است که تأثیرات محیطی ، از جمله والدین ،  بر اساس داده‌های ژنتیکی بر شخصیت فرد تأثیر می‌گذارند.، محققان نتیجه گرفته اند که محیط تقریباً 50 تا 70 درصد از شخصیت را تشکیل می‌دهد

## بررسی آثار محیط بر اشتراکات و تفاوت‌های فرزندان در یک خانواده
محققان دریافته اند محیط‌هایی که فرزندان از یک خانواده با یکدیگر مشترک هستند تأثیر بسیار ضعیف تری در شخصیت آنها نسبت به محیط‌هایی دارد که هر کودک به صورت جداگانه تجربه می‌کند.
فعالیت‌های خاصی وجود دارد که بچه‌های یک خانواده به اشتراک می‌گذارند - همه آنها سال گذشته تعطیلات خانوادگی را با هم گذراندند و شب گذشته همه آنها شام را با خانواده صرف کردند. اما بسیاری از تجربیات فقط برای یک کودک اتفاق می‌افتد - دو دبیر کلاس دوم یا یک خواهر و برادر در یک گروه بازی می‌کنند در حالی که دیگری این کار را نمی‌کند.

## پنج بعد اصلی شخصیت
در سال‌های اخیر، تحقیقات زیادی دربارهٔ پنج بعد اصلی شخصیت The big 5 Model، انجام شده و نتیجه تحقیقات هم آن را تأیید کرده‌است. این پنج عامل شخصیتی، عبارتند از:
- پرهیاهو Extroversion: صمیمی و گرم، پرحرف که پیوسته، ابراز وجود می‌کند.
- سازشکار Agreeableness: خوش طینت، دارای روح تعاون و قابل اعتماد.
- باوجدان Conscientiousness: مسئولیت پذیر، قابل اتکاء، مؤثر و پیوسته، در کسب موفقیت.
- از نظر عاطفی، باثبات Emotional stability: آرام، پرشور، در برابر تنش، احساس امنیت می‌کند.
- تجربه اندوز Openness to experience: تخیلی، از نظر هنر، با احساس و اهل تفکر و شعور.

علاوه بر ارائه چارچوب شخصیتی، تحقیقاتی که بر روی این پنج بعد اصلی شخصیت، صورت گرفت، به این نتیجه منجر شد که بین ابعاد شخصیتی و عملکرد شغلی، رابطه‌ای مستقیم، وجود دارد.

## ارزیابی شخصیت
شخصیت اغلب از طریق آزمون‌های عینی مانند MMPI-۲ اندازه‌گیری می‌شود که طی آن از فرد آزمودنی خواسته می‌شود به پرسشنامهها و سیاهه‌های مداد- کاغذی پاسخ دهند. آزمون MMPI شامل بیش از پانصد عبارت است که آزمودنی‌ها با انتخاب یکی از گزینه‌های «درست»، «نادرست» یا «نمی‌دانم» به آن پاسخ می‌دهند. مثال‌هایی از چند عبارت آزمون MMPI عبارتند از:
من دشمنانی دارم که واقعاً می‌خواهند مرا اذیت کنند.
من هرگز در فعالیت‌های جنسی نامعمول زیاده روی نکرده‌ام.
این آزمون‌ها اطلاعات عینی میزان شده‌ای در مورد تعداد زیادی از صفت‌های شخصیت به دست می‌دهند؛ ولی این آزمون‌ها از نظر احتمال سوگیری، فریب‌کاری عمومی و مشکلات تشخیص و کاربرد نامناسب مورد انتقاد واقع شده‌اند.

## اختلالات شخصیت از نگاه روان‌شناسی
- اختلال شخصیت مرزی
- شخصیت ضد اجتماعی
- اختلال شخصیت نمایشی